# Les Sentinelles endormies
Pour les articles homonymes, voir Les Sentinelles.
Les Sentinelles endormies (titre original : Die schlafenden Hüter) est un roman de science-fiction de l'auteur allemand Andreas Eschbach paru en 2008 et traduit en langue française en 2015.
Ce roman est le cinquième volume de la série Projet Mars, destinée à la jeunesse.

## Édition française
- Les Sentinelles endormies,  Éditions L'Atalante, coll. La Dentelle du cygne, 2015, trad. Pascale Hervieux, 368 p.  (ISBN 978-2841727278)